# L.A. Beast
Kevin Strahle, född 6 januari 1984 i New Jersey i USA, är en amerikansk tävlingsätare som driver en Youtube-kanal där han utför diverse utmaningar.
Strahle började göra videor i sin hemstad Ridgewood som ligger i New Jersey. Han flyttade senare till Los Angeles i Kalifornien. Efter att ha tillbringat flera år i Kalifornien flyttade han hem igen.
Från och med oktober 2017 har hans kanal över 1,9 miljoner prenumeranter och 285 miljoner visningar. Förutom sin online-närvaro har han gjort framträdanden på The Tonight Show with Jay Leno, The Today Show Australia och Tosh.0.

## Tidigt liv
Som barn utvecklade Kevin Strahle en kärlek till att äta och gick tidigt med i fotbollslaget i skolan. Det var där han lärde sig värdet i att ha mål och sin kända "ge-aldrig-upp"-attityd. På fritiden tjänade han pengar på att ta sig an matutmaningar från klasskamrater.
År 2008 flyttade Strahle till Los Angeles och började arbeta på Pepsi. Efter två år fick han sluta då en chef sade att han inte var "tillräckligt ihärdig" som säljare. Den kritiken skulle senare få honom att starta "Bring Back Crystal Pepsi"-kampanjen.

## Internetvideor
Väl i Los Angeles laddade Kevin Strahle upp sin första Youtube-video där han halsade mjölk. När han märkte att videon fick mycket positivt gensvar skapade han en kanal med namnet "skippy62able". Efter att ha klarat matutmaningen "Fatburger's XXXL burger challenge" kommenterade hans rumskamrat att han var "a beast" för att han klarade det så snabbt, därför anammade han smeknamnet "L.A. Beast".

## Tävlingsätande
I november 2011 klarade han sin första professionella tävling på Wild Turkey 81 Eating World Championship i New York.
År 2012 rankades han på plats 16 som världens bästa tävlingsätare och plats 17 år 2013.
I juni 2012 konsumerade han 25 varmkorvar på 10 minuter på Nathan’s Famous Hot Dog Eating Contest.
I februari 2016 tävlade han på Wing Bowl 24 där han åt en kaktus på scenen. För att kvalificera åt han 24 råa ägg.
I maj 2017 slog han Guinness World Record i flest kycklingnuggets ätna på 3 minuter genom att konsumera 642,12 gram kycklingnuggets och slog därmed det tidigare rekordet på 531 gram. Sedan 18 juni 2017 innehar han dock inte rekordet längre.